# Indische Archipel
De Indische Archipel, ook bekend als de Maleise Archipel of in het Maleis Nusantara (eilanden tussen twee werelden), is een archipel van grote en kleine eilanden gelegen tussen het schiereiland Malakka, in Zuidoost-Azië en Australië.
Tot de Indische Archipel behoren de Grote Soenda-eilanden, de Kleine Soenda-eilanden, de Molukken en de eilanden van de Filipijnen. Nieuw-Guinea ligt op het continentale plat van Australië en wordt daarom normaliter niet tot de Indische Archipel gerekend.
De Indische Archipel vormt met Australië de grens tussen de Indische en de Grote Oceaan. De westelijke begrenzing van de archipel is Sumatra. In het zuiden wordt de archipel begrensd door Java en de kleine Soenda-eilanden. De oostelijke begrenzing wordt gevormd door de Molukken en de noordoostelijke begrenzing wordt door de Filipijnen gevormd.
De landoppervlakte van de archipel is meer dan 2 miljoen km² met een bevolkingsomvang van ongeveer 300 miljoen. Het grootste eiland is Borneo, het meest bevolkte eiland is Java.
Geologisch is het gebied interessant: hier bevindt zich een van de meest actieve vulkanische gebieden op aarde. De hoogste vulkaan is de Gunung Kinabalu op Noord-Borneo met 4095 meter. Het klimaat van de archipel is vanwege de ligging bij de evenaar tropisch, waarbij het westen zeer regenrijk is en het oosten wat droger.
De dierenwereld in het westelijk deel is verwant aan die van Zuidoost-Azië met soorten als tijgers, beren en apen. In Wallacea ten oosten van de Wallacelijn komen Australische soorten meer voor, terwijl daar apen bijna niet meer voorkomen. Zo komen in Sulawesi tot tegen de Wallacelijn buideldieren voor.
Grote delen van de Indische Archipel stonden als Nederlands-Indië lange tijd onder Nederlands bestuur.